# 跪拜

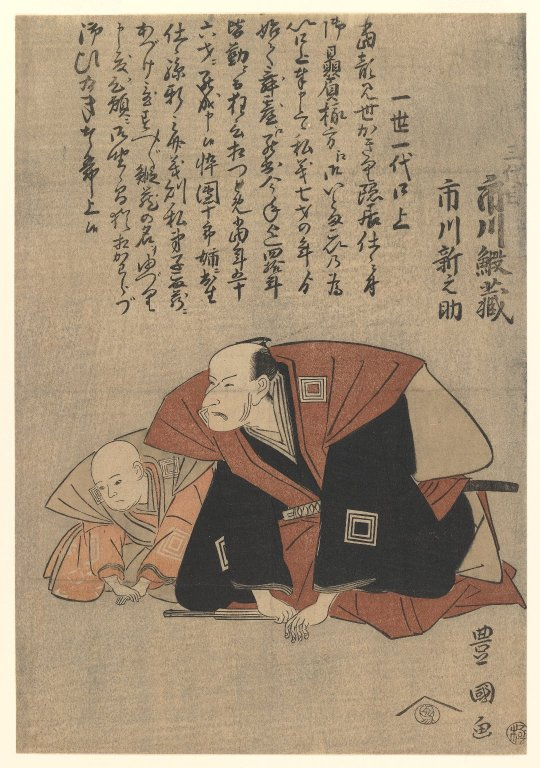
跪拜

跪拜是禮儀的一種或一些禮儀中的一部份，用作表示尊敬或順從。在正坐的場合，僅需提起臀部向前彎腰俯身，即為跪拜。如站立時跪拜，則要先跪下再拜。
東亞傳統的跪拜禮儀稱為拜禮，有些拜禮包括叩頭動作。